# Mormântul lui Liviu Damian
Mormântul lui Liviu Damian este un mormânt amplasat în Corlăteni, raionul Rîșcani, Republica Moldova. Este un monument istoric de importanță națională inclus în Registrul monumentelor Republicii Moldova ocrotite de stat cu nr. 2147 (raionul Rîșcani).